# Meloboris fuscifemora
Meloboris fuscifemora là một loài tò vò trong họ Ichneumonidae.